# قطعنامه ۱۳۱۱ شورای امنیت
قطعنامه ۱۳۱۱ شورای امنیت سازمان ملل متحد که در تاریخ ۲۸ جولای ۲۰۰۰ تصویب شد، سندی بین‌المللی دربارهٔ بررسی وضعیت در گرجستان است. این قطعنامه طی نشست ۴۱۷۹ام با ۱۵ رای موافق، ۰ مخالف و ۰ ممتنع تصویب شد.